# Hjalmar Leijonhielm
Georg Christoffer Hjalmar Leijonhielm, född 2 juli 1826 på Björkö i Vreta klosters socken, död 4 juli 1891 på Rosendal i Södertälje landsförsamling, var en svensk friherre och militär.
Hjalmar Leijonhielm var son till överstelöjtant Nils Erik Malcolm Leijonhielm och grevinnan Constance Augusta Mörner af Morlanda. Han blev kadett vid Krigsakademien på Karlberg 1841, utexaminerades 1848 och blev underlöjtnant vid Livregementets dragonkår samma år. Leijonhielm var extra elev vid Ultuna lantbruksinstitut 1852–1853, blev ryttmästare 1862, major 1874 och adjutant hos Oscar II 1878. Han sändes 1878 att å Oscar II:s vägnar närvara vid prinsessan Thyras giftermål med hertigen av Cumberland och var inbjuden till kronprins Gustafs giftermål med Victoria av Baden. Leijonhielm blev 1881 överste vid Livregementets dragonkår och var därefter 1881–1887 sekundchef vid regementet. År 1885 blev han överadjutant hos Oscar II och erhöll vid sitt avsked från dragonkåren tillstånd att kvarstå som överste i armén. Leijonhielm blev 1869 riddare och 1887 kommendör av första klass av Svärdsorden, kommendör av första graden av Dannebrogorden 1878 samt kommendör av Zähringer Löwenorden 1881.